# Setodes gyrosus
Setodes gyrosus är en nattsländeart som beskrevs av Yang och Morse 2000. Setodes gyrosus ingår i släktet Setodes och familjen långhornssländor. Inga underarter finns listade i Catalogue of Life.